# Acqua di Giò
Acqua di Giò è un profumo della casa di moda Armani.
Ispirato all'isola di Pantelleria, dove lo stilista trascorre le vacanze, Acqua di Giò è un profumo fresco e trasparente; sebbene sia nata prima la versione femminile, figlia del profumo Giò, di cui richiama il nome e le forme della bottiglietta, la versione maschile ha avuto maggior successo, guadagnandosi il maggior impegno pubblicitario e diventando uno dei profumi per uomo più venduti al mondo.

## Confezione

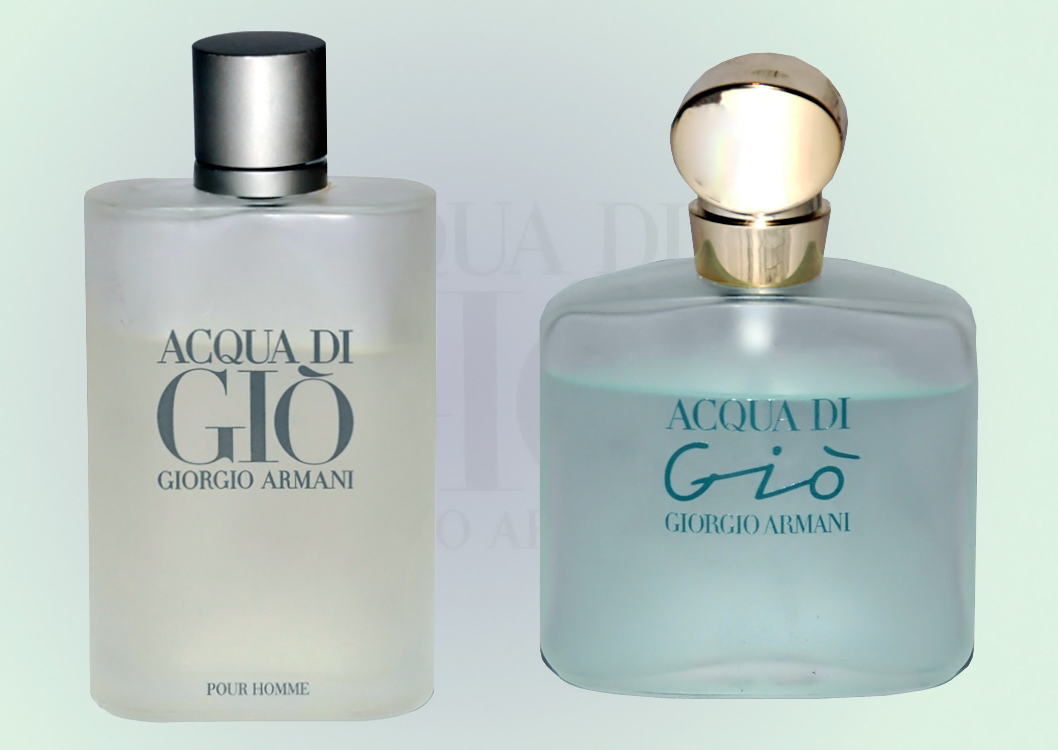
Acqua di Giò uomo e donna

La fragranza è contenuta in un flacone molto semplice, di vetro satinato trasparente, terminante con un tappo grigio perla; la semplicità del flacone si ripresenta anche sulla scatola bianca, ornata solo dal nome e dal marchio. Il design è firmato dall'artista francese Fabien Baron.

## Edizioni
- Acqua di Giò Diving Experience Set (2007): edizione limitata, per il suo decimo compleanno lo stilista regala alla fragranza, rimasta invariata nella sua composizione, un nuovo volto alla confezione, con flacone autografato inserito in una borsa di pelle grigia liscia, il tutto racchiuso da una scatola dello stesso colore, e con allegato un booklet fotografico del fotografo Peter Lindbergh.
- Acqua di Giò Scuba Deep Sea Edition (2010): dedicata all'"UNICEF Tap Project", Armani ridisegna la scatola rendendola di plastica, colorandola in modo che il flacone sembri immerso  nell'acqua.

## Promozione
Acqua di Giò ha un volto storico, quello del modello tedesco Lars Burmeister; lo spot che infatti è stato usato fin dall'anno di lancio del profumo, diventato ormai un classico della pubblicità, ha un carattere molto minimalistico: si alternano le riprese del corpo bagnato e del volto del modello, e lo stesso che si tuffa da uno scoglio e nuota, il tutto strettamente in bianco e nero, con le note del brano Textuell di Oval, il regista dello spot era Herb Ritts. Il volto sui cartelloni invece è quello di Larry Scott. Nel 2007 una nuova campagna firmata dal fotografo Peter Lindbergh, rinnova il volto della fragranza. Le fotografie sono raccolte in un booklet contenuto nella edizione limitata Diving Experience set. Dal 2012 al 2015 testimonial del profumo è stato il modello Simon Nessman. Nel 2015 viene sostituito dal modello Jason Morgan.

### Solidarietà
Dal 31 gennaio 2010 parte il progetto "Acqua For Life": per ogni confezione di Acqua di Giò acquistata e fino al raggiungimento di 50.000 $, 1$ viene donato al progetto Unicef "UNICEF Tap Project", attraverso cui l'organizzazione raccoglie fondi per distribuire acqua potabile a bambini che non hanno tale risorsa (1$ corrispondono a circa 40 giorni di acqua potabile)